# 貝氏弱頭鰻
貝氏弱頭鰻為輻鰭魚綱鰻鱺目糯鰻亞目蛇鰻科的其中一種，分布於紅海海域，棲息深度可達600公尺，為深海底棲性魚類，屬肉食性，生活習性不明。